# Kepler-90 h
Kepler-90 h (также известна, как KOI-351.01) — экзопланета в системе Kepler-90. Восьмая, самая дальняя от звезды и самая крупная планета в системе. Система расположена в созвездии Дракона на расстоянии 2840 световых лет (870 парсек) от Земли. Открыта транзитным методом в ноябре 2013 года.

## Описание

### Физические и орбитальные характеристики
Kepler-90 h — газовый гигант размером с Юпитер, самая крупная планета в системе. Температура в верхних слоях атмосферы — 292 K (19 °C). Орбитальный период планеты составляет 331,6 дней, расстояние от звезды — 1,01 а. е., почти как у Земли.

### Обитаемость
Планета расположена в зоне обитаемости своей звезды, но из-за её размеров и отсутствия твёрдой поверхности, она вряд ли может иметь жизнь. Однако, её возможные спутники могут содержать воду и, возможно, жизнь, если у них будет атмосфера и подходящие условия.
Для стабильной орбиты потенциальной луне необходимо иметь орбитальный период около 10 дней, хотя исследования показали, что луна может вращаться стабильно и на расстоянии до 45-60 дней. Благодаря приливным силам на таком спутнике будет происходить тектоника плит, а следственно и вулканические извержения, повышающие температуру спутника. Всё это может привести к созданию сильного магнитного поля, что поможет избежать ионного распыления.
Чтобы поддерживать стабильную атмосферу, схожую с земной, в течение 4,6 млрд лет, плотность планеты должна быть схожей с таковой у Марса, а масса должна составлять минимум 0,07 земных масс.

## Открытие
В 2009 году на орбиту был выведен спутниковый телескоп «Кеплер» для поиска экзопланет с помощью фотометра — инструмента, используемого для обнаружения прохождений экзопланеты перед диском центральной звезды (транзитов). В последний раз «Кеплер» наблюдал 50 000 звёзд из каталога KCI, включая звезду Kepler-90. Полученные данные были отправлены на анализ команде миссии «Кеплера», и она отобрала кандидатов для наблюдения. Наблюдения за потенциальными кандидатами в экзопланеты у этой звезды проводились в период с 13 мая 2009 по 17 марта 2012. После наблюдения транзитов, которые у планеты h происходили примерно каждые 331 день, выяснилось, что эти транзиты происходят из-за планеты. Об открытии было объявлено 12 ноября 2013 года. 

## Галерея

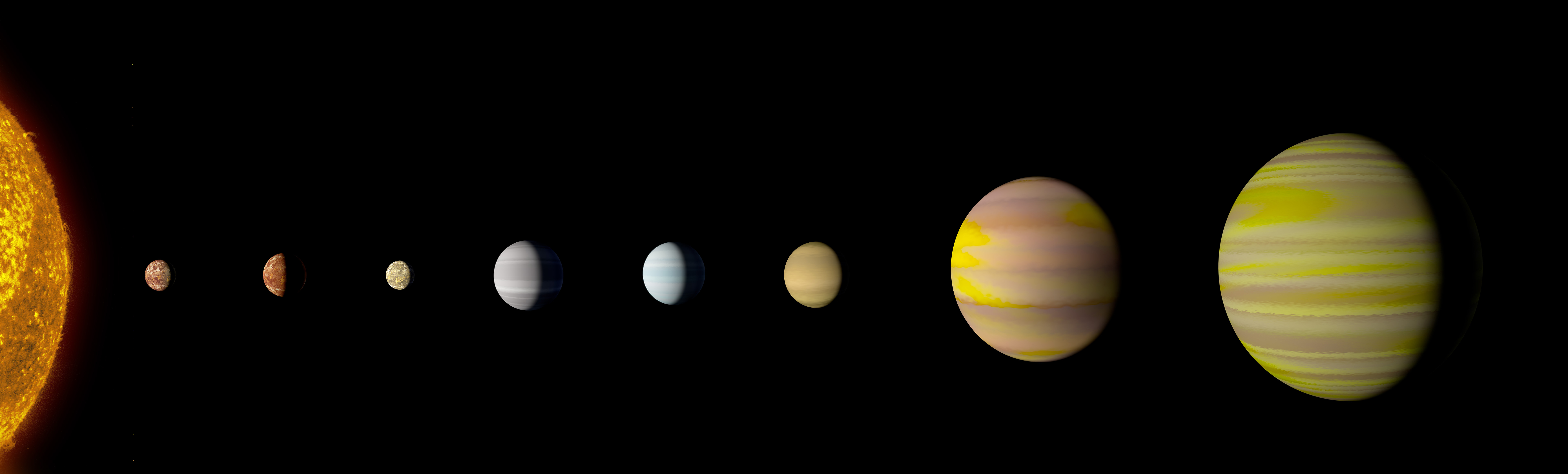
Система Kepler-90 в представлении художника, размеры планет соблюдены, расстояния от звезды не в масштабе. Планета h изображена справа.